# María Josefa Sanz de Santamaría
María Josefa Sanz de Santamaría y Baraya (Santafé, 18 de febrero de 1793-Santafé, 27 de abril de 1831) fue una aristócrata exiliada y encarcelada por la causa independentista de Colombia.

## Biografía
Nació en una familia de aristócratas de la ciudad de Santafe en el Virreinato de la Nueva Granada, familia que estaba comprometida con la causa independentista de Colombia, hija de Pantaleón Sanz de Santamaría y de Josefa Baraya y Ricaurte. Era sobrina de Antonio Baraya personaje que murió fusilado, por orden del Gobierno español durante el Régimen del terror. Su familia fue completamente arruinada durante la reconquista española de la Nueva Granada, fue parienta de patriotas ejecutados, fue desterrada de Bogotá y entró en confinamiento en Manta donde entró marchando junto a su madre y hermanas a pie y escoltadas por soldados con piquetes.
En 1819 fue una de las mujeres que coronó, en Bogotá, a El Libertador Simón Bolívar tras su llegada del triunfo de la Batalla de Boyacá. Se casó con Luis Montoya y Zapata.